# Калија (песник)
Калија (Грчки: Καλλίας), понекад називан надимком Шенион (Σχοινίων), био је песник старе комедије.
Калија је најпознатији по неколико сачуваних фрагмената комедије, The Letter Tragedy. Ова комедија је садржала рефрен од 24 дела који се састојао од 24 слова грчког алфабета. То је најранија потврда већине имена слова у грчком алфабету. О овом делу се од раног 19. века води дебата о значењу тврдње да је драма утицала на грчку трагедију. Многи научници сматрају да је Калијасова тврдња била иронија и шала.
Називи његових других познатих драма су: Aigyptios (Египћанин), Atalante, Batrakhoi (Жабе), Kyklopes (Киклопи), Pedetai (Људи у оковима), Scholazontes (Мушкарци на одмору), и фрагментарни наслов ... era Sidera, која је реконструисана или као Hypera Sidera (Гвоздене пестиле) или Entera Sidera (Гвоздена црева).
Изгледа да је добио пејоративни надимак Шоинион који су му додели ривали, вероватно зато што је његов отац био произвођач ужади.
Такође је забележено да је исмејавао филозофа Сократа.